# Johan Maurits Mohr

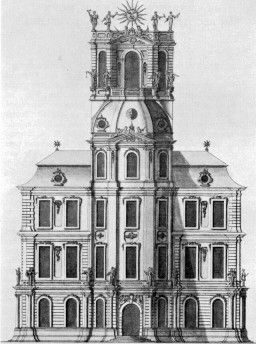
Mohr-observatorium in Batavia

Johan Maurits Mohr (Eppingen, 18 augustus 1716 – Batavia, 25 oktober 1775) was een Nederlands-Duitse predikant die zich in 1737 in Batavia vestigde. Mohrs grootste liefhebberij was de astronomie maar hij interesseerde zich ook voor de meteorologie en de vulkanologie.
Hij liet een observatorium bouwen voor een grote som geld, afkomstig van zijn tweede vrouw Anna Elisabeth van 't Hoff, dat met de beste sterrenkundige instrumenten van zijn tijd was uitgerust. Het observatorium was al in zijn tijd beroemd en werd bezocht en bewonderd door de ontdekkingsreizigers Louis Antoine de Bougainville en James Cook.
Mohr heeft onder meer de Venusovergangen van 6 juni 1761 en 3 juni 1769 en de Mercuriusovergang van 10 november 1769 waargenomen. Daarnaast verrichtte hij ook meteorologische waarnemingen en metingen van de afwijking van het kompas.
Na Mohrs overlijden raakte het observatorium vanwege een aardbeving in 1780 in onbruik, en daarna werd het in gebruik genomen door de VOC, eerst voor het onderbrengen van klerken, vervolgens als kazerne. Het gebouw werd in 1812 afgebroken.
De planetoïde 5494 Johanmohr is naar hem vernoemd.